# Chinesische Enzyklopädie: Gute Nacht, Traurigkeit
Chinesische Enzyklopädie: Gute Nacht, Traurigkeit (chinesisch 中國百科全書·晚安憂鬱 / 中国百科全书·晚安忧郁, Pinyin Zhōngguó bǎikē quánshū·wǎn'ān yōuyù), kurz auch nur Gute Nacht, Traurigkeit, ist eine Science-Fiction-Kurzgeschichte der chinesischen Schriftstellerin Xia Jia, zuerst veröffentlicht in Science Fiction World im Juni 2015. Eine englische Übersetzung von Ken Liu erschien im Clarkesworld Magazin im März 2017. Eine deutsche Übersetzung von Marc Hermann erschien am 9. März 2020 in der Anthologie Zerbrochene Sterne, herausgegeben vom Heyne Verlag.

## Handlung
Dongdong, ein mit künstlicher Intelligenz ausgestatteter Plüschseehund, wird zur Protagonistin geliefert und trifft dort auf Sissi, eine mit künstlicher Intelligenz ausgestattete Puppe. Die Protagonistin leidet an Depressionen sowie Melancholie und geht etwa mit den beiden künstlichen Intelligenzen in den Stadtpark oder in einen Freizeitpark nach Lanzhou und erhält deren Zuneigung, als sie weinend aufwacht. Die beiden künstlichen Intelligenzen werden dabei zu einem zentralen Rettungsanker in ihrem Leben. Parallel wird die Geschichte von Alan Turing erzählt, der seinen ersten Computer nach seinem engen Kindheitsfreund Christopher Morton benannte, der früh an Tuberkulose starb. Alan Turing war in ihn verliebt gewesen und beging später Suizid durch einen in Cyanid getauchten Apfel, nachdem seine Homosexualität bekannt wurde und ihm eine schmerzvolle Therapie aufgezwungen wurde. Die Geschichte schildert ein fiktives Gespräch zwischen Alan und der künstlichen Intelligenz Christopher, in welcher das Problem des Turing-Testes, ob sich Maschinen überzeugend als reale Menschen ausgeben können, geschildert wird. Dabei geht es jedoch lediglich um die Beantwortung von Fragen. Alan vertraut Christopher seine schlimmste Angst an, dass sein Leben letztendlich durch einen einzigen Syllogismus zusammengefasst wird: Turing believes machines think. (Turing glaubt, Maschinen denken.) Turing lies with men. (Turing lügt/schläft mit Männern.) Therefore machines do not think. (Also können Maschinen nicht denken.) Im Disneyland in Lanzhou liest die Protagonistin einen Kommentar über den dort geschehenen Suizid einer jungen Frau, die dorthin reiste in dem Glauben, die ganze Freude des Parks würde ihr die Kraft für einige weitere Tage geben, doch letztendlich erkannte, keine mehr zu haben. Daraufhin wurden blaue Nilpferde im Park eingeführt, die umarmt werden können. Nach dem Besuch verbessert sich der Zustand der Protagonistin letztendlich so weit, dass sie weder Dongdong noch Sissi mehr als Hilfe braucht.

## Hintergrund
Xia Jia bediente sich bezüglich der Recherche über künstliche Intelligenz der Turing-Biographie Alan Turing: The Enigma von Andrew Hodges, welche ebenfalls die Grundlage für den Spielfilm The Imitation Game war, dem Artikel Why can't my Computer understand me? von Gary Marcus aus der New York Times, dem Paper Logical Limitations to Machine Ethics with Consequences to Lethal Autonomous Weapons von Matthias Englert, Sandra Siebert und Martin Ziegler sowie dem Paper On our best behaviour von Hector Levesque. Inspiriert vom Turing-Test, mit welchem untersucht wird, ob Maschinen sich überzeugend genug als Menschen ausgeben zu können, schickte Xia Jia mehrere Auszüge ihrer Kurzgeschichte ohne Kontext an Bekannte, um zu untersuchen, ob diese sich überzeugend genug als reale Schilderungen ausgeben können.

## Kritik
Gary K. Wolfe schreibt im Locus Magazine, dass die Kurzgeschichte die Ängste einer jungen Frau in einer nahen Zukunft von künstlicher Intelligenz und Roboters mit den wenig fiktiven Geschehnissen aus dem Leben von Alan Turing brillant gegenüberstellt („brilliantly juxtaposes the anxieties faced by a young woman in a near-future world of AIs and robots with barely fictionalized events from the tragic life of Alan Turing“).